# Rita Pavone
Rita Pavone (Turim, 23 de agosto de 1945) é uma cantora, intérprete e atriz italiana. 

## Carreira
Começou sua carreira como cantora em 1962 com o single La partita di pallone e, pouco tempo depois, torna-se um sucesso mundial, fazendo também exitosas turnês em países europeus e da América Latina: Argentina e Brasil. Lança outros vários singles em seguida, como Alla mia età, Come te non c’è nessuno, Cuore, Datemi un martello, Che m'importa del mondo, Viva la pappa, Il geghegè e Fortissimo, atingindo o topo das paradas. Em 1967 Rita atuou no filme Pistoleiros do Oeste.
Em 1968 Rita se casa na Suíça com seu  empresário, produtor e descobridor, o cantor italiano Teddy Reno. Foi um escândalo na sociedade italiana porque Reno, cujo verdadeiro nome é Ferruccio Ricordi era casado com Livia Protti e não existia divórcio na Itália até 1970.
Em 1971 Rita e Teddy se casam oficialmente na Itália.
Em 1969 sua carreira desacelera na Itália, participou do Festival de San Remo com Zucchero e, no ano seguinte, com Ahi ahi ragazzo! e em 1972 com Amici mai. Emplacou vários sucessos em outros países como Alemanha (Arrivederci Hans), Bonjour la France (França), Io che amo solo te (Brasil).
Neste segundo período da sua carreira toma um caminho mais difícil e, consequentemente, menos premiada pelo resultado das vendas, das canções de autor, estabelecendo-se também como compositora. Canta em diversos idiomas com sucesso.
Depois de uma vida de concertos em várias partes do mundo, Rita anuncia no primeiro dia de 2006 que deixa definitivamente os palcos, cantando pela última vez em público.
Nas eleições legislativas italianas de 2006, Rita candidatou-se a uma vaga no senado italiano, disputando pela circunscrição dos italianos no exterior, não sendo eleita. Vive a participar de programas na TV Italiana com frequência.
Atualmente Rita mora em Chiasso, no cantão de Ticino, Suíça e possui uma segunda residência em Ariccia, distante 28 km de Roma.
Seus dois filhos também moram na Suíça. Alessandro é apresentador de um programa na TV Suíça-Italiana e Giorgio é guitarrista e cantor de rock.

## Discografia

### Álbuns
- Rita Pavone (1963)
- Non è facile avere 18 anni (1963)
- Gian Burrasca (1964)
- Stasera Rita (1965)
- La Vostra Rita (1966)
- E Nata una Stella (1966)
- Viaggio a Ritaland (1968)
- Rita (1970)
- Gli Italiani vogliono cantare (1971)
- Gian Burrasca (1973) (relançamento)
- Rita e L'Anonima Ragazzi (1979)
- Un´Indimenticabile "Pel Di Carota (1979)
- RP' 80 (1979)
- Rita Pavone (1980)
- Adorable Sixties (1982)
- Fortissimo (1988)
- Gemma e le altre (1989)
- Come lei non c'è nessuno (1990)
- Come lei non c'è nessuno - vol.2 (1990)
- L'Album di Rita Pavone (1992)
- Come lei non c'è nessuno - vol.3 (1993)
- I Sucessi (1993)
- I Sucessi di Rita Pavone (1994)

### Singles
- La partita di pallone/Amore twist (1962)
- Come Te Non C'È Nessuno/Clementine Chérie (1962)
- Alla Mia Età/Pel Di Carota (1963)
- Son Finite Le Vacanze/Non È Facile Avere 18 Anni (1963)
- If I Had A Hammer (Datemi Un Martello)/Che M'Importa Del Mondo (1964)
- Scrivi/Ti vorrei parlare (1964)
- L'Amore Mio (Remember Me)/San Francesco (San Francisdo de Assis) (1965)
- Lui/La Forza Di Lasciarti (1965)
- Plip/Supercalifragilistic-espiralidoso (1965)
- Stasera con te/Solo tu (1965)
- La Zanzara/Perche Due Non Fa Tre (1966)
- Mamma Dammi La Panna/Col Chicco (1966)
- Gira Gira/Dove non so (1966)
- Gegherè/Qui Ritonera (1966)
- Fortissimo/La sai troppo lunga (1966)
- Una Notte Intera/Questo Nostro Amore (1967)
- Non Dimenticar Le Mie Parole/Da Cosa Nasce Cosa (1967)
- 3 Porcellini/Un Poco Di Zucchero (1967)
- Sul Cucuzzolo/Cuore (1968)
- Tu Sei Come/Ma Che Te Ne Fai (1968)
- Pippo Non Lo Sa/Un, Due, Tre (Se Marci Insieme A Me) (1968)
- Parlare con Gli Animali/Niente di simile al mondo (1968)
- Il Mondo Nelle Mani/Il Ballo Dell Orso (1968)
- Nella Mia Stanza/Il Grammofono (1968)
- Zucchero/Nostalgia (1969)
- Maramao perché sei morto/Citty citty (1969)
- Per Tutta La Vita/Balla Balla Con Noi (1969)
- Quelli Belli Come Noi/Dimmi Ciao Bambinò (1969)
- Notte Nera/Solo Un'Impressione (1970)
- Ahi, Ahi, Ragazzo/Maria Luisa (1970)
- Stai con me/Irei avevo 100 anni (1970)
- E Tu/Finalmente Libera (1971)
- Se... Casomai/La Suggestione (1971)
- Il Ragazzo del Baseball/Noi siamo noi (1971)
- Ma Cos'È Questo Amore/Arriverciao (1971)
- Come Un Tiranno/Il Mio Uomo (1971)
- Lasciati andare a sognare/Cuore (1971)
- Amici Mai/Magari Poco, Ma Ti Amo (1971)
- Amore Ragazzo Mio/La Fine Del Mondo (1972)
- L'Amore È Un Poco Matto/L'Estate (1973)
- Viva La Pappa Col Pomodoro/Sei La Mia Mamma (1973)
- Sapore di sale/Amore scusami (1975)
- Sei gia' lì/Nara ieri (1975)
- E... Zitto Zitto/Fuggire Da Qui (1976)
- My Name Is Potato/Ma Volendo (1977)
- Siamo tutti gian burrasca/Pollicinio & Pollicina (1977)
- Di' (Rita per i più piccini)/ Marmao perche' sei morto (1978)
- Paperita (1979)
- Blame it on the boogie/Circus music (1979)
- Prendimi/Mettiti Con Me (1979)
- La valigia/Africa (1986)

## Filmografia

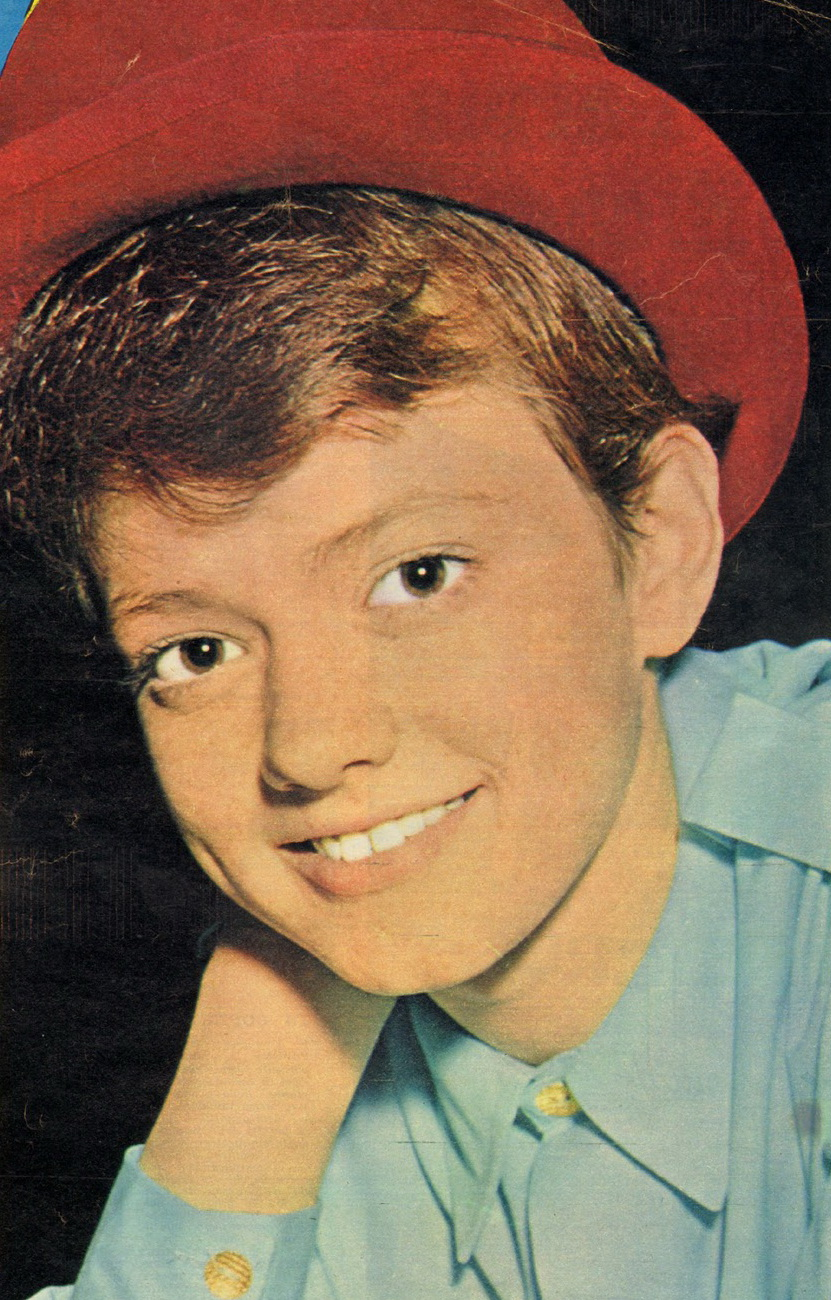
Rita Pavone em 1963.

### No cinema
| Ano  | Título                    | Personagem                      | Notas     |
| ---- | ------------------------- | ------------------------------- | --------- |
| 1965 | Rita, la figlia americana | Rita D'Angelo                   |           |
| 1966 | Rita la zanzara           | Rita                            |           |
| 1967 | Non stuzzicate la zanzara | Rita Santangelo                 |           |
| 1967 | La feldmarescialla        | Rita                            |           |
| 1968 | Little Rita nel West      | Little Rita                     |           |
| 1976 | Due sul pianerottolo      | Guglielmina 'Mimma' Castigliano |           |
| 2001 | Gian Burrasca             | Diretora Getrude/Narradora      | Telefilme |

### Na televisão
| Ano       | Título                         | Personagem                          | Notas                                 |
| --------- | ------------------------------ | ----------------------------------- | ------------------------------------- |
| 1964-1965 | Il giornalino di Gian Burrasca | Giannino Stoppani ('Gian Burrasca') | 8 episódios                           |
| 1969      | Der goldene Schuß              | Cantora                             | Episódio do dia 30 de outubro de 1969 |